# Goldener Spatz 2001
Das 12. Kinder-Film & Fernsehfestival „Goldener Spatz“ fand vom 25. bis 31. März 2001 in Gera statt.
Neben den traditionellen Jurys gab es erstmals eine fünfköpfige Kinderjury, die Internetseiten mit Bezug zu Kinderfilm und -fernsehen auszeichnete.

## Preisträger

### Preise der Kinderjury
- Kategorie Fiction lang: Emil und die Detektive
- Kategorie Fiction kurz: Die Pfefferkörner
- Kategorie Animation lang: Tobias Totz und sein Löwe
- Kategorie Animation kurz: SimsalaGrimm
- Kategorie Information/Dokumentation: Disney Time – Top Secret: Special Effects im Film
- Kategorie Unterhaltung: Können Schweine schwimmen?
- Kategorie Minis: Professor Latschenthal
- Beste/r Darsteller/in: Anja Sommavilla
- Beste/r Moderator/in: Karsten Blumenthal

### Preise der Fachjury
- Beste Regie: Dagmar Hirtz
- Bestes Vorschulprogramm: Unser Sandmännchen
- Spezialpreis für besondere Einzelleistung: Tony Baykurt
- Nachwuchspreis der Ostthüringer Zeitung: Marc Andreas Bochert
- Preis des MDR-Rundfunkrates: Laila Stieler

### Preis der Webjury
- Beste film- oder fernsehbezogene Web-Page: tivi.de